# Centro Cultural Isidro Fabela
El Centro Cultural Isidro Fabela - Museo Casa del Risco es un centro cultural, museo, biblioteca y archivo histórico. Se encuentra localizado en la histórica Casa del Risco o del Mirador, al sur de la Ciudad de México en la Plaza de San Jacinto.

## Historia
La Casa del Risco fue propiedad del político, jurista, diplomático e historiador Isidro Fabela Alfaro y su esposa Josefina Eisenmann, en cuyo periodo fueron reuniendo una valiosa colección artística, así como un archivo histórico, biblioteca y hemeroteca. En 1958, donaron la propiedad y sus contenidos al pueblo de México, mediante un fideicomiso con el Banco de México.  

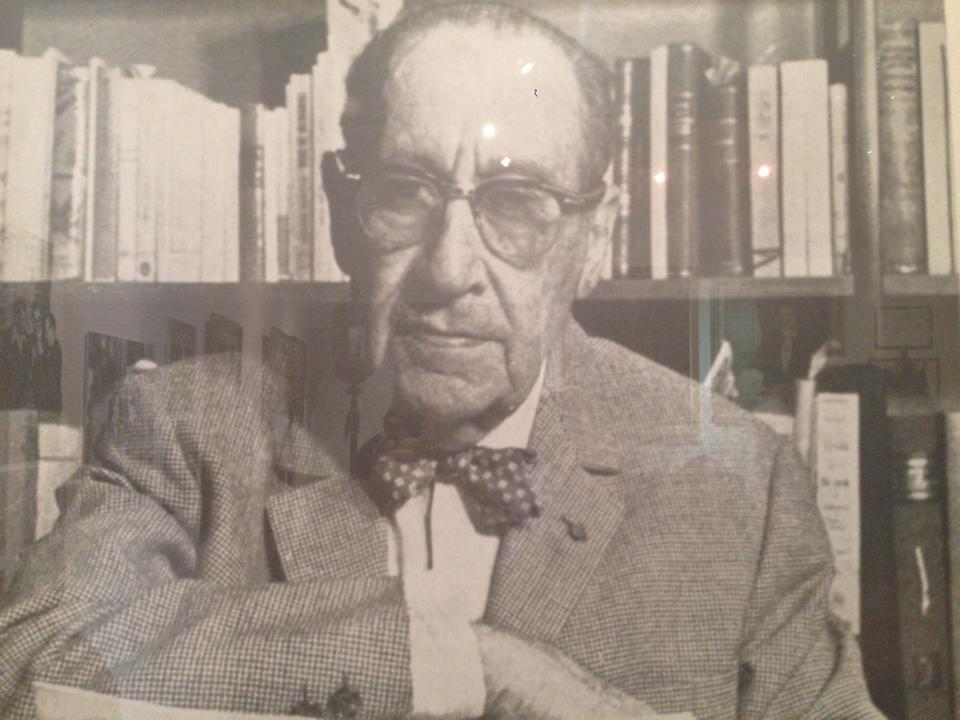
Isidro Fabela

El presidente Adolfo López Mateos ordenó la adecuación del edificio para instalar el actual Centro Cultural y Biblioteca Isidro Fabela, que conserva las habitaciones y otras partes originales de la casa. El diseño estuvo a cargo de los arquitectos Martínez Negrete y se realizó con fondos aportados por la Secretaría de Hacienda y Crédito Público, así como el Banco de México. El 2 de octubre de 1963, el presidente Adolfo López Mateos en compañía con el secretario de educación pública Jaime Torres Bodet inauguró el centro cultural, en presencia de Isidro Fabela.

## La Casa del Risco

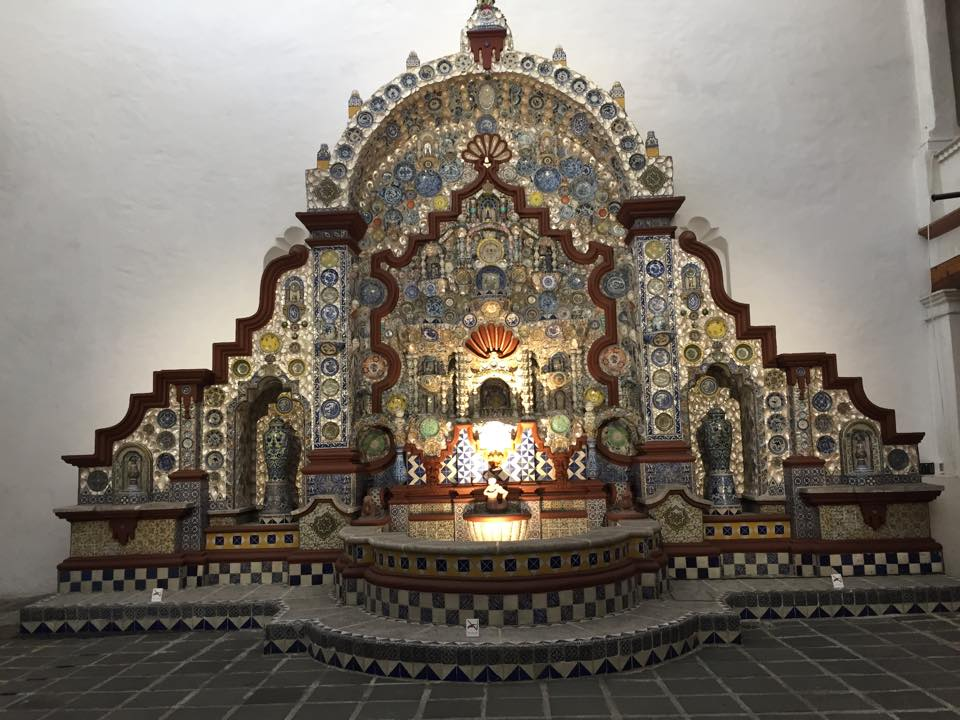
Fuente ultrabarroca de la Casa del Risco

La Casa de Risco es un edificio del siglo XVIII, época en la que perteneció a Pedro Alcántara del Valle, juez de balanza de la Real Casa de Moneda de México. Tiene una fachada austera y simétrica, que se distingue por su remate en color. También está ornamentada por una cruz y una hornacina central, custodiada por el sol y la luna. En el nicho se encuentra la Virgen de Loreto, decorada con argamasa. En el patio interior se encuentra el único ejemplar del ultra-barroco mexicano: la monumental Fuente del Risco, también del siglo XVIII y de autor desconocido.
La Casa del Risco, además de su valor artístico como monumento virreinal, tiene un importante valor histórico ya que ha sido testigo de diversos episodios de la historia de México.  Es un importante atractivo turístico, abierto al público, ubicado en el conjunto histórico y monumental de San Ángel.

## Archivo y biblioteca
En el edificio anexo a la Casa del Risco se localiza la biblioteca con 18,000 volúmenes, una fototeca, el Archivo Histórico de la Revolución Mexicana con el archivo personal de Venustiano Carranza, los documentos personales de Isidro Fabela de su época post-revolucionaria como diplomático, internacionalista, gobernador del Estado de México y escritor-humanista.

## Colecciones
El Centro Cultural exhibe la colección de arte reunida por Isidro Fabela. Consta de siete salas, en las cuales el visitante puede observar obras pictóricas, escultóricas, textiles y de artes aplicadas, tanto mexicanas como europeas. Cuenta con una sala de exposiciones temporales  y un auditorio donde se realizan distintas actividades.

### Colección Temporal 2015
En esta exposición temporal participaron artistas como Julia López, Francisca de Diego y Mercedes Ortiz Vaquero.
Francisca de Diego es originaria de Villahermosa, Tabasco. Estudió Arte y Decoración en la Universidad Motolinía. Algunas de sus obras visibles en la Casa del Risco son: Pueblo con Lago, La granja, Pueblo Feliz, Gato Rojo, Lista para la foto.

Mercedes Ortiz Vaquero nació en Sevilla, España y emigró a las Islas Canarias después de la guerra civil española. A finales de los años cincuenta arribó a México y se naturalizó mexicana en 1956. Algunas de sus obras visibles en la Casa del Risco son Poesía del Mar, Arpegio, La Pata y Tobías.

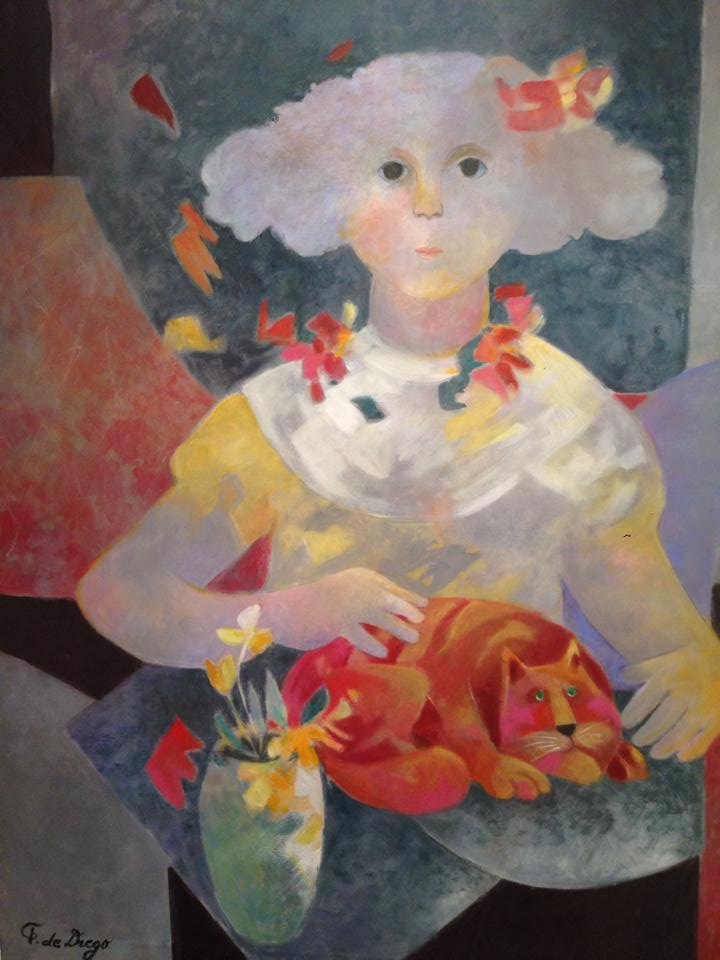
Obra de Francisca de Diego
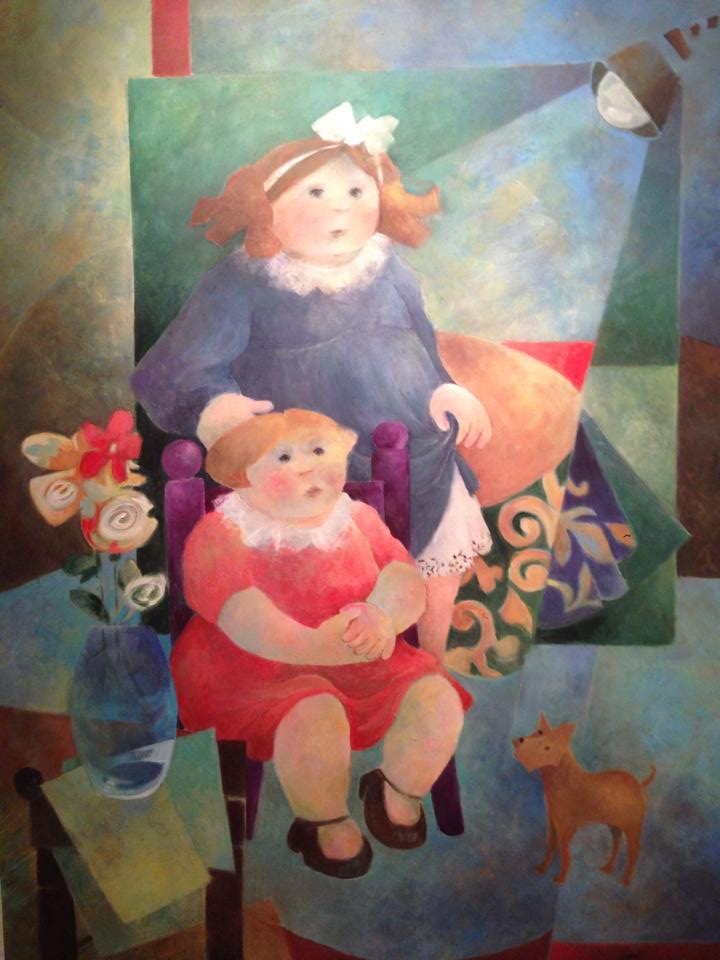
Obra de Francisca de Diego
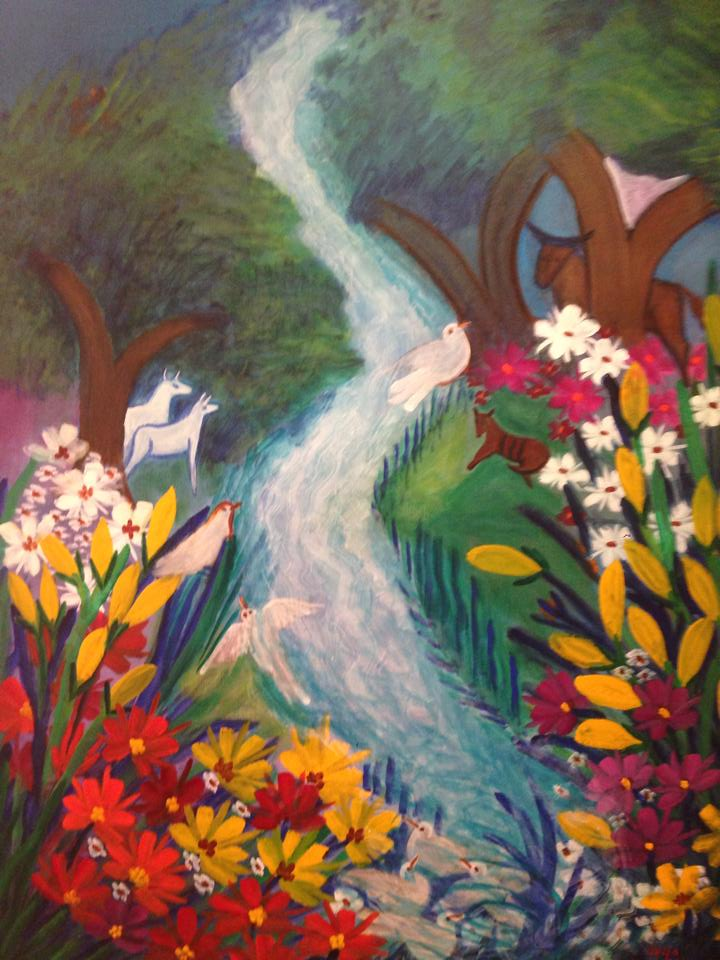
Obra de Julia López
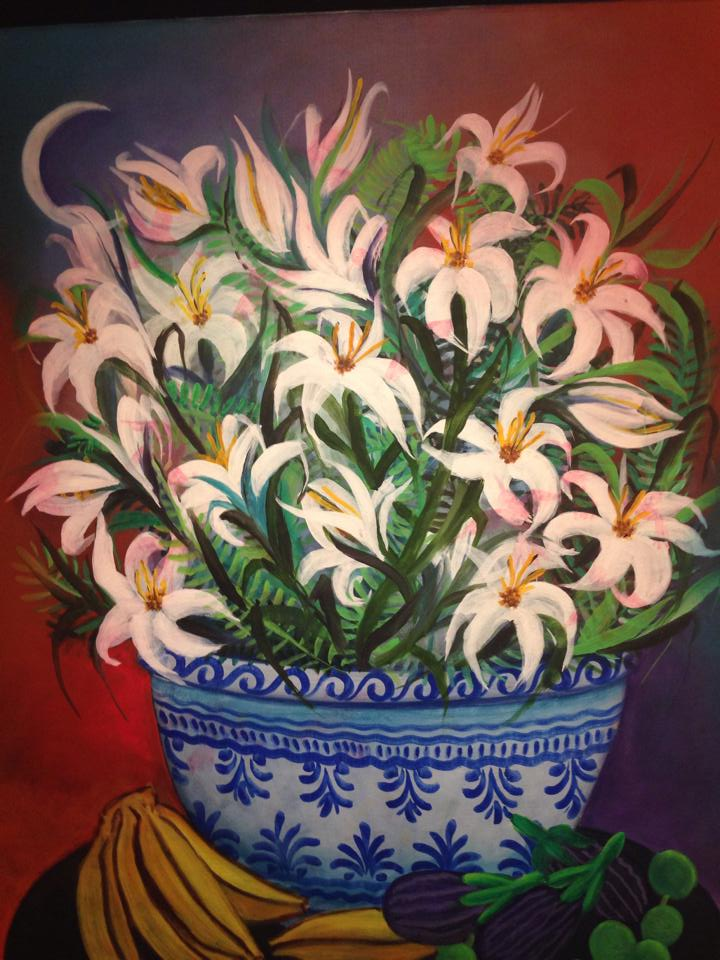
Obra de Julia López

## Exhibiciones

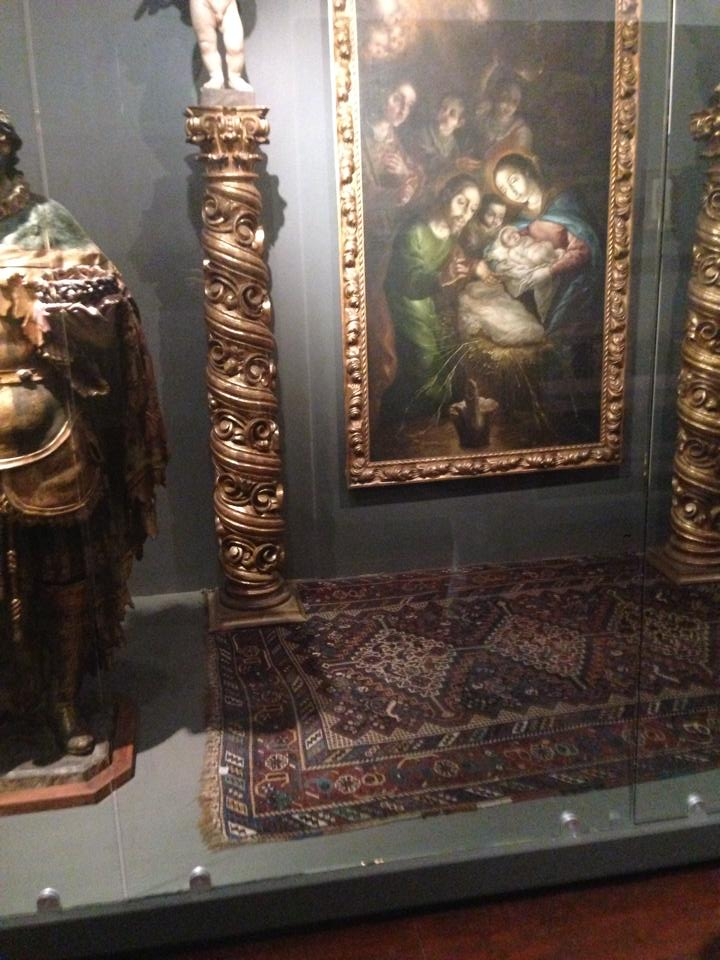
Imagen sala 1 del Museo Casa del Risco

El museo cuenta con 7 salas permanentes donde se encuentra obras de arte mexicano barroco y arte europeo, en donde se exhiben especialmente paisajes y retratos coleccionados por Isidro Fabela y su esposa Josefina Eisenmann. Además, se exponen las habitaciones más importantes de la casa que permanecen intactas desde que la deshabitaron sus dueños, estas son: El Comedor, La Recámara y el Estudio de los Fabela.

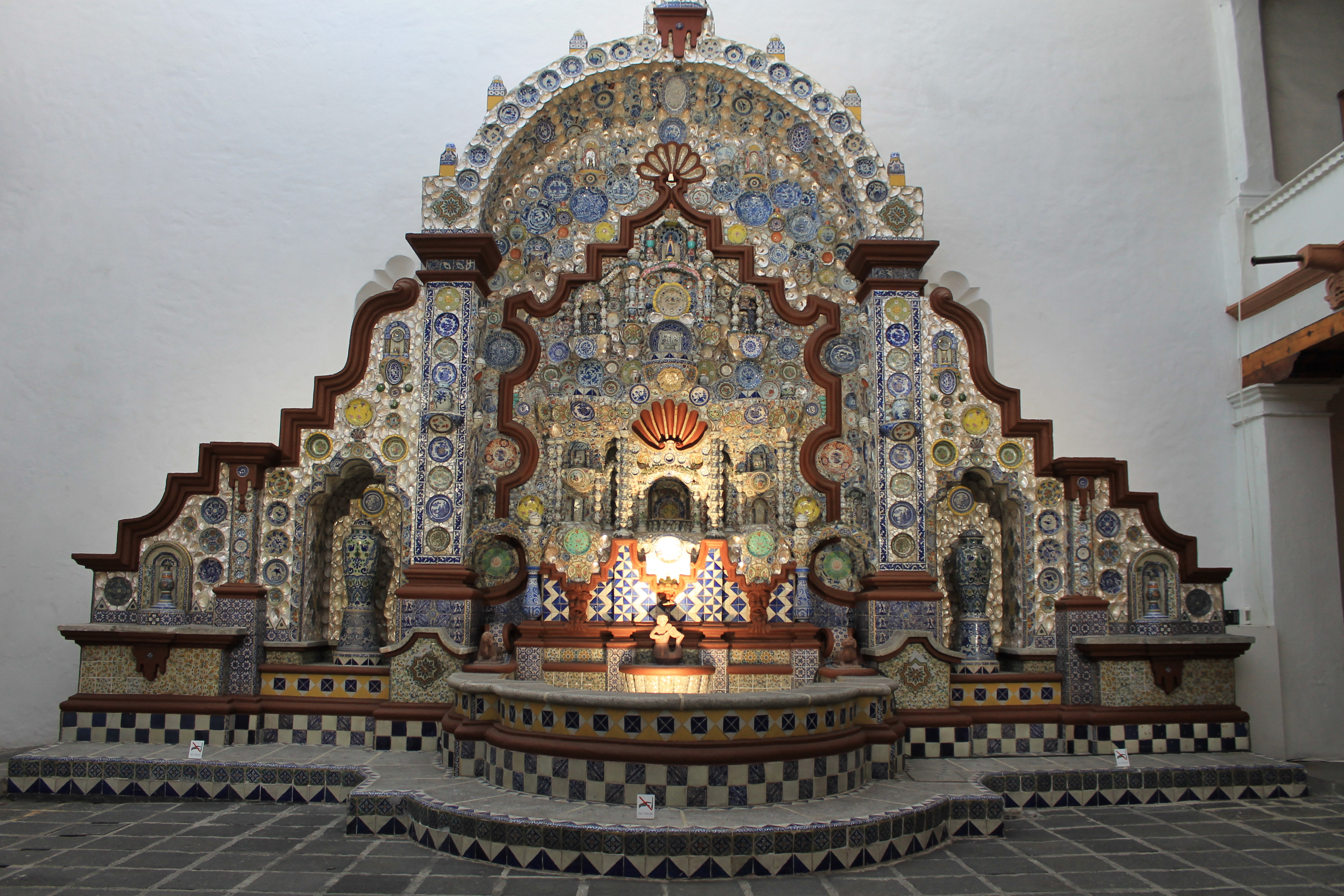
Fuente en la Casa del Risco

### Sala 1. Arte Barroco Religioso
Dentro de esta sala se encuentras obras como Virgen de los Dolores, La Divina Pastora, La Piedad, San Francisco de Asís, obras talladas en madera, fraileros y libros.

### Sala II. Arte Religioso Europeo
Las obras reunidas por don Isidro Fabela ofrecen una breve visión del arte religioso europeo, que se desarrolló entre los siglos XV al XVII y en la que destacan obras de los flamencos Jacob Cornelisz van Oostsanen y David Tenniers, el Joven y del italiano Francesco Francia. Se pueden apreciar obras como: La Crusifixiòn, Madona Parmensis, Las Tentaciones de San Antonio Abad, además, se encuentran objetos como bancas conventuales.

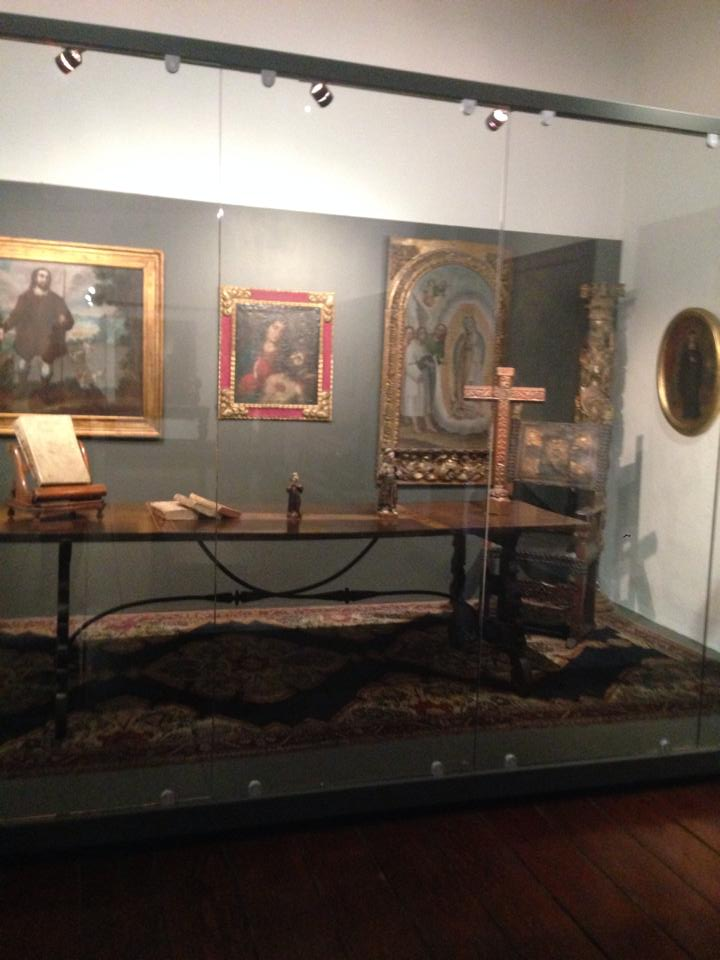
Sala de Arte 2 Casa del Risco

### Sala III. Arte Barroco Civil
Durante el periodo que comprende el Arte Barroco, la sociedad civil española y criolla tenía la necesidad de mostrar y asegurar su estatus privilegiado ante la sociedad, la manera en que lo hacían era con los objetos que resguardaban al interior de sus casas, desde pinturas hasta muebles y ropa.

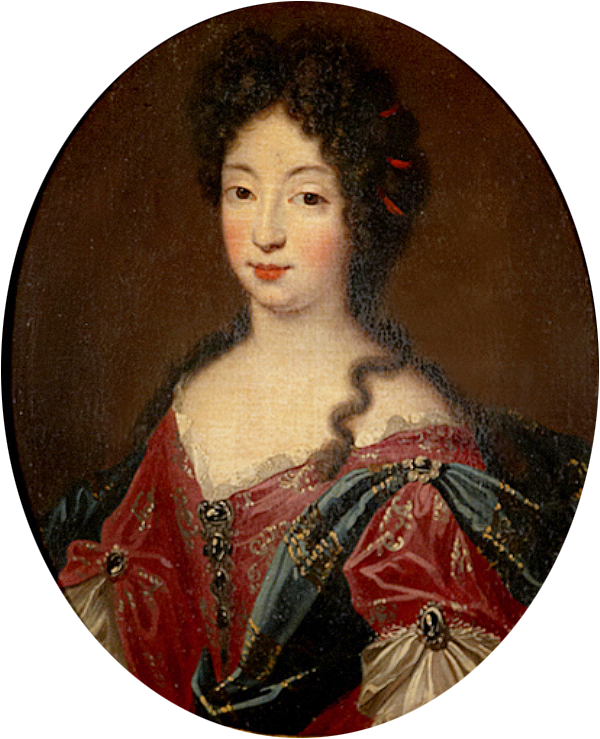
Sala 3, Retrato de Dama

Por ello, dentro de esta sala se encuentran pinturas como: Duquesa española, Retrato de Dama y Niños, Caballero; además, se pueden encontrar sillas, espejos, muebles y alhajeros.

### Sala IV. Pintura de paisaje y escenas costumbristas
El matrimonio de los Fabela apreciaba el género costumbrista. En esta sala encontraremos pinturas que se inscriben cómodamente dentro de los amplios parámetros de este género que representa escenas exteriores, cotidianas y con animales. 
Por ejemplo: Primavera, Rincón del corral, Vacas en el vado, Mujer leyendo, por mencionar algunos.

### Sala V. Retrato europeo de reyes y nobles
Don Isidro Fabela tuvo especial fascinación por los retratos y en su colección se encuentran espléndidos ejemplos de personajes de la corte francesa, austriaca, inglesa y española.

Por ejemplo Reina María Teresa de Austria, Madame de Lauzon, Enrique II Rey de Francia, entre otros retratos y artículos.

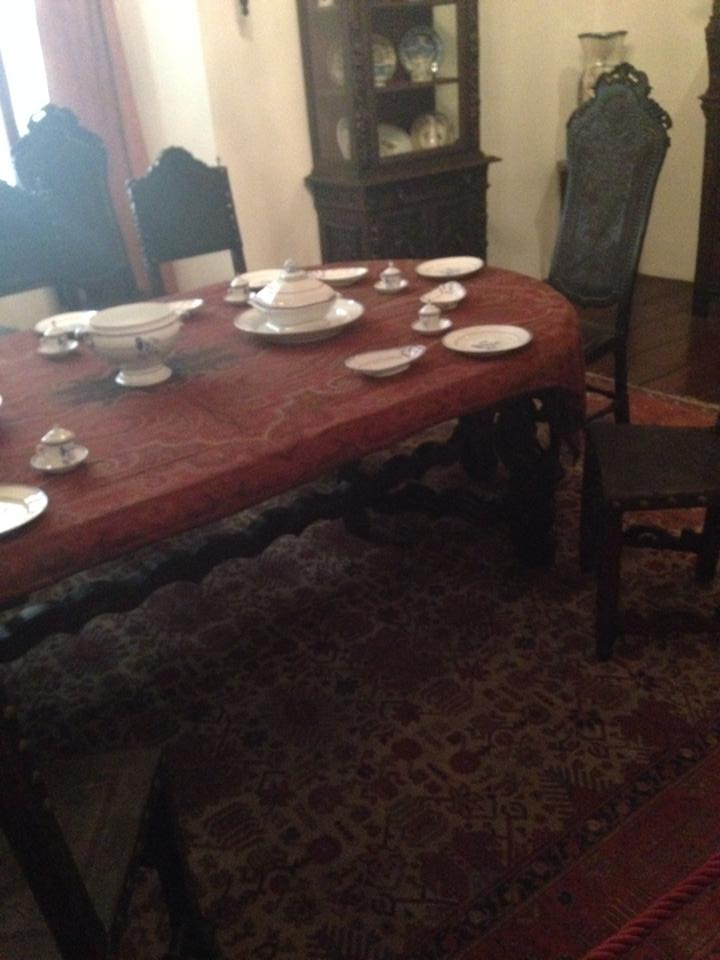
Comedor, Casa del Risco

### Sala VI. Comedor del matrimonio Fabela
Como el nombre lo indica, esta sala se enfoca en exponer una recreación del comedor de los Fabela, mostrando las sillas, mesas, algunas pinturas, muebles y una colección de platos orientales, europeos y mexicanos.

### Sala VII. Estudio de Isidro Fabela
Esta sala muestra la reconstrucción del estudio de don Isidro Fabela, donde se muestran  algunos de sus logros personales como medallas, diplomas y reconocimientos.

## Galería

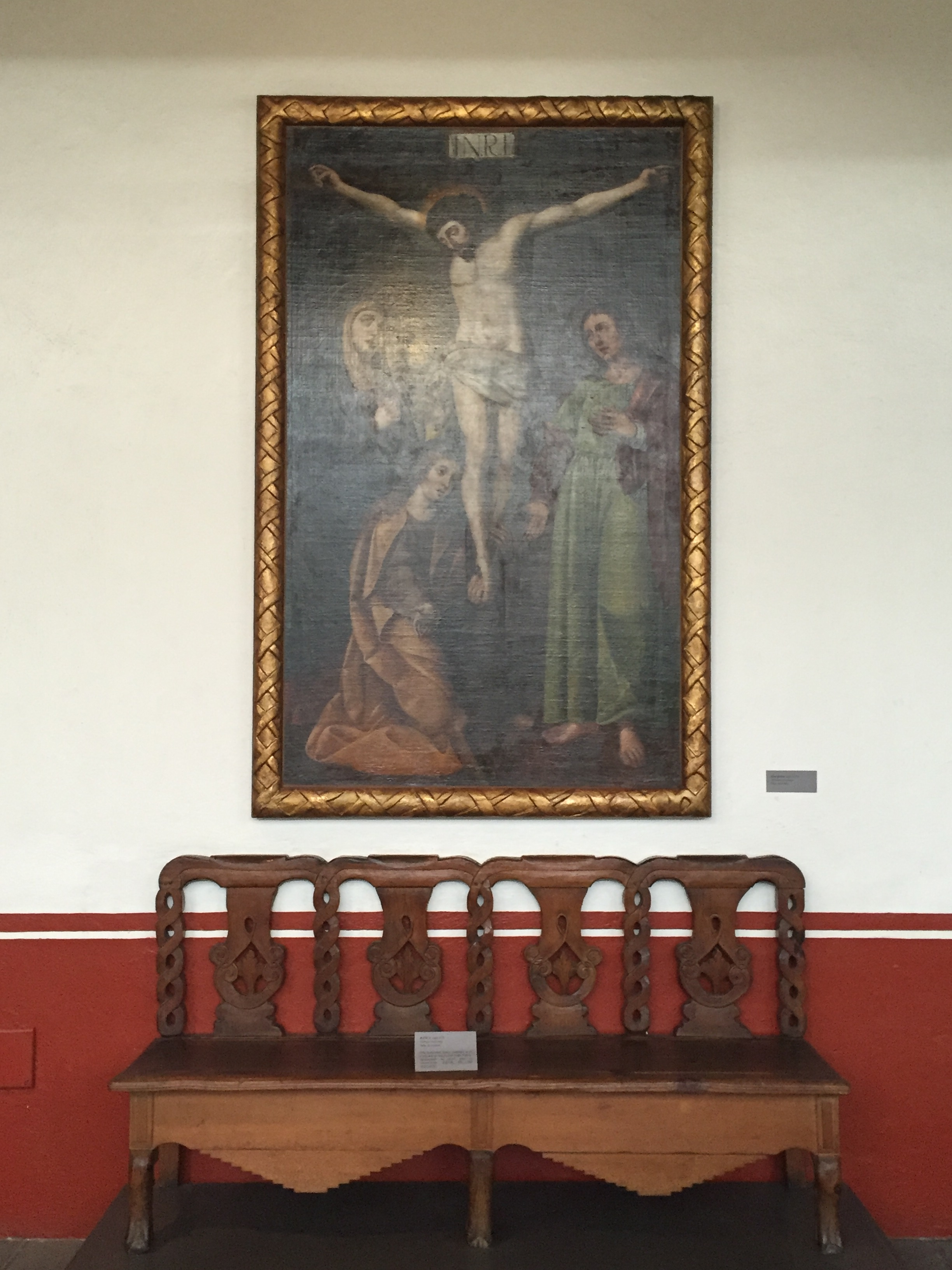
Obra en el pasillo del Museo Casa del Risco
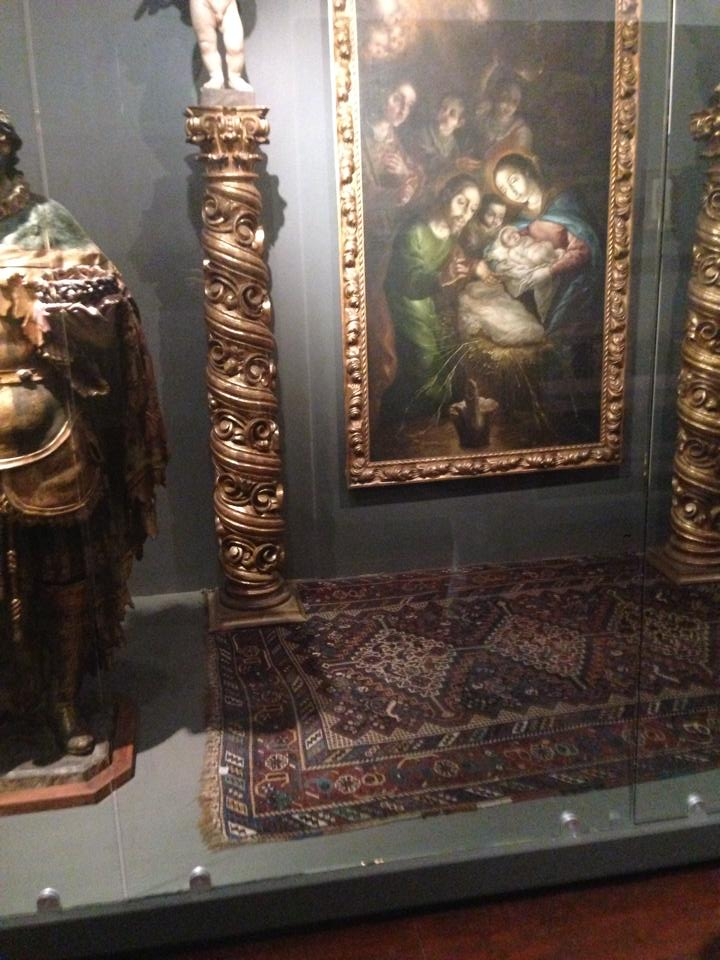
Obras en Sala 1. Arte Barroco Religioso
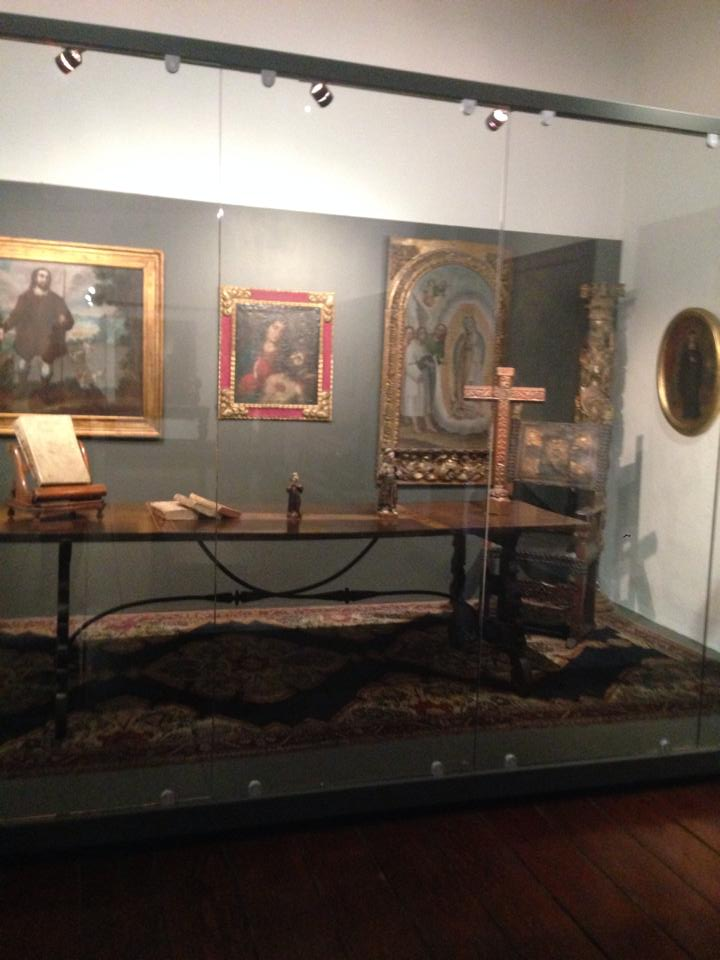
Sala II: Arte Religioso Europeo
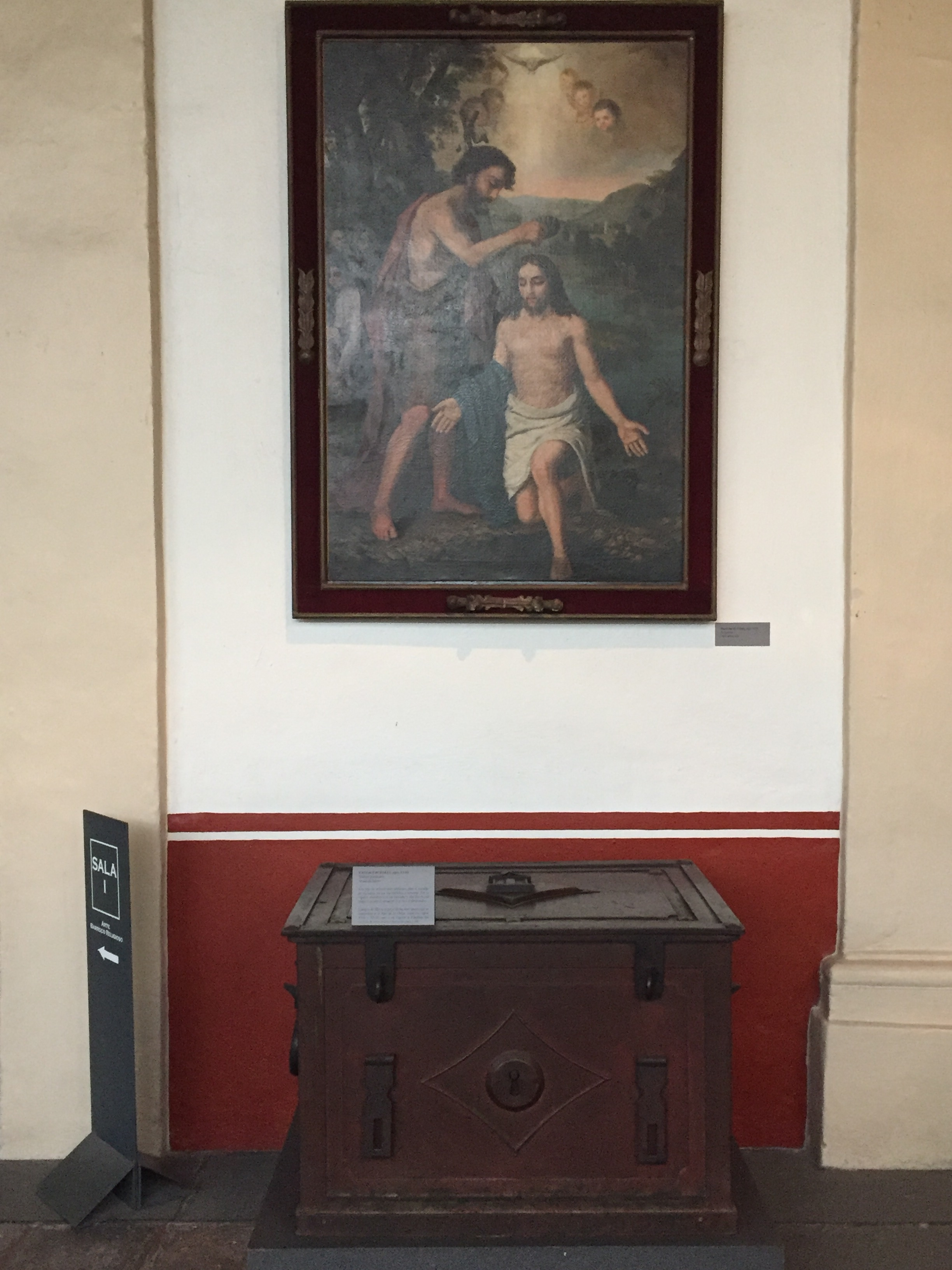
Obra ubicada en el pasillo del segundo piso